# ヨス・フェルスタッペン
ヨハネス・フランシスカス・"ヨス"・フェルスタッペン（Johannes Franciscus "Jos" Verstappen, 1972年3月4日 - ）は、オランダ出身のレーシングドライバーで、元F1ドライバー。姓はバースタッペンとも表記された。愛称はヨス・ザ・ボス（Jos the Boss）。
息子のマックス・フェルスタッペンは2021年〜2024年の4年連続F1ワールドチャンピオンである。

## 経歴

### 初期のレースキャリア
8歳の頃よりカートレースを始め、ヨーロッパ選手権チャンピオンなどの成績を残す。
1992年に4輪レースに転向し、フォーミュラ・オペル・ロータスに参戦。1993年はドイツF3選手権にステップアップすると、8勝を挙げて年間チャンピオンを獲得し、地元オランダで開催されたマールボロ・マスターズF3も制す。ミハエル・シューマッハのマネージャーであるウィリー・ウェーバーが運営するWTSチームに所属していたため、才能を比較されもした。
F1チームから注目を浴び、フットワークでのテストではレギュラードライバーよりも速いタイムを記録。F3世界一決定戦とも言えるマカオグランプリには参加せずにスポンサーの意向でマクラーレンでもテストを行うなど、速さだけではなく資金面でも魅力的な存在となった。

### F1

#### ベネトンからのF1デビュー

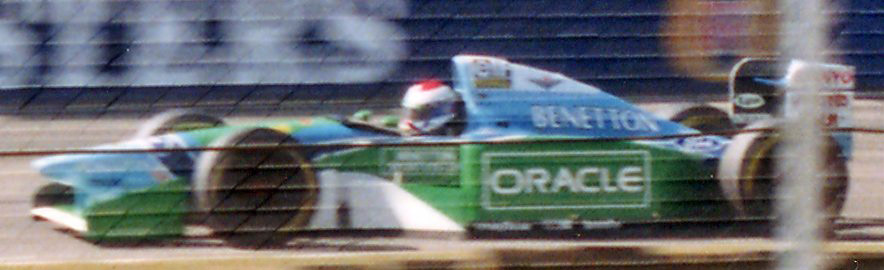
ベネトン時代（1994年イギリスGP）

F1チームによる争奪戦の結果、ベネトンのマネージング・ディレクターを務めるフラビオ・ブリアトーレとドライバーマネージメント契約を結び、1994年は有力チームであるベネトンのテストドライバーに就任した。
しかし、シーズン前のテスト中にレギュラードライバーのJ.J.レートが負傷したため、開幕戦ブラジルGPで急遽F1デビューを果たす。デビュー戦ではエディ・アーバインに幅寄せされて4台が絡む接触事故を起こし、宙を舞う大クラッシュを喫す（アーバインは事故原因を作ったとして3戦出場停止処分）。
第3戦サンマリノGPからテストドライバーに戻るが、負傷明けのレートの不振によりブリアトーレは第7戦より再びフェルスタッペンを6号車のレギュラーシートに指名した。第9戦ドイツGPではこの年から導入された給油ピット作業中に漏れたガソリンに引火し、マシンごと炎に包まれる。それでも続くハンガリーGPでは初入賞・初表彰台3位を記録。ベルギーGPでも2戦連続3位となったが、これはトップでチェッカーを受けたチームメイトのシューマッハが、レースと表彰式が終了した5時間後に車両規定違反（スキッドブロックのサイズ規定違反）により失格裁定となり、繰り上がりで得た3位だったため実際に表彰台に立ったのはハンガリーGPのみである。
シーズン終盤、ベネトンとウィリアムズのコンストラクターズタイトル争いが白熱すると、セカンドドライバーの貢献度が注目された。ウィリアムズは新人のデビッド・クルサードに代えて1992年王者のナイジェル・マンセルを起用し、ベネトンもリジェからジョニー・ハーバートを移籍させたため、フェルスタッペンは再度シートを降ろされてしまう。初年度はベネトンのチーム人事に翻弄され、翌年のレギュラー契約も果たすことはできなかった。

#### 下位チームを流転
1995年はベネトンのテストドライバーを兼務しつつ、貸し出される形でシムテックに加入。この移籍は資金や前年までベネトンが使用していたギアボックスと電装系パーツも持ち込みでの契約だった。しかし、この頃のシムテックは前年のローランド・ラッツェンバーガー、アンドレア・モンテルミーニの相次ぐクラッシュなどで著しい財政難にあり、わずか5戦で撤退に追い込まれてしまい、フェルスタッペンもシートを失った。以後は資金難の中堅・下位チームを渡り歩くことになる。
1996年はレギュラーシートを求めてアロウズへ移籍。チームメイトのリカルド・ロセットを上回る結果を残すが、マシンの信頼性不足もあり、入賞はアルゼンチンGPの一回だけだった。また、F1参戦を表明したブリヂストンのためにタイヤ開発テストを重ねた。
1997年はティレルへ移籍。奇抜な「Xウイング」を取り付けた025をドライブするも、V8エンジンの非力さも手伝ってノーポイントに終わった。
1998年もティレルからのエントリーが予定されていたが、開幕直前にスポンサーを持ち込んだ元チームメイトでもあるロセットにシートを奪われてしまい、浪人状態で開幕を迎えた。4月にベネトン・B198の「臨時の」テストドライブを担当、ベネトンのマシンをドライブするのは1995年以来だった。そのまま正式な3rdドライバー就任交渉をしたが、この際にベネトンから80万ドルの持参金が条件とされ交渉は滞った。
その後第8戦からは成績が不調となっていたヤン・マグヌッセンに代わりスチュワートのシートを得てF1に復帰したものの、2年連続でノーポイントに終わる。

#### 再評価

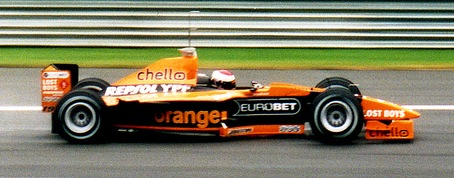
アロウズ・A21を駆るフェルスタッペン（2000年イタリアGP）

1999年は、シャシーを含めた全てを自社開発する「オールホンダ」体制でのF1復帰を発表したホンダのテストドライバーに迎えられた。ハーベイ・ポスルスウェイトら旧ティレルスタッフとともにテスト車両RA099の開発に従事し、冬の合同テストではトップチーム並みのタイムを記録して話題となった。しかし、最終的にホンダがB・A・Rへのエンジン供給を選択し、「オールホンダ」体制を諦めたことから再びシートを失った。
1年の休養をはさんで、2000年にアロウズに復帰。エグバル・ハミディがデザインを手がけたA21は、ダウンフォース不足と引き換えにドラッグ（空気抵抗）も極めて少なく、トップチームをも大きく上回るストレートスピードを見せた。高速コースのカナダGPで5位、イタリアGPでは4位を獲得し、日本では「直線番長」（のちに、単に「番長」）と呼ばれた。
2001年はアロウズに残留したが、エンジンをアジアテックに変更したため競争力が落ち、6位入賞1回に終わる。ブラジルGPではラップリーダーのファン・パブロ・モントーヤに周回遅れにされてから追突し、モントーヤのF1デビュー3戦目初優勝のチャンスを潰してしまった。
2002年もアロウズから参戦が決まっていたが、開幕直前にハインツ＝ハラルド・フレンツェンにシートを奪われてしまう。1年のブランクのあと、2003年はミナルディから参戦。フランスGPの予選1回目では新予選方式の助けもあって、暫定ポールポジションを獲得した。
2004年はジョルジオ・パンターノに代わりジョーダンのシートを得る機会があったが、契約寸前で破談した。

### F1以降

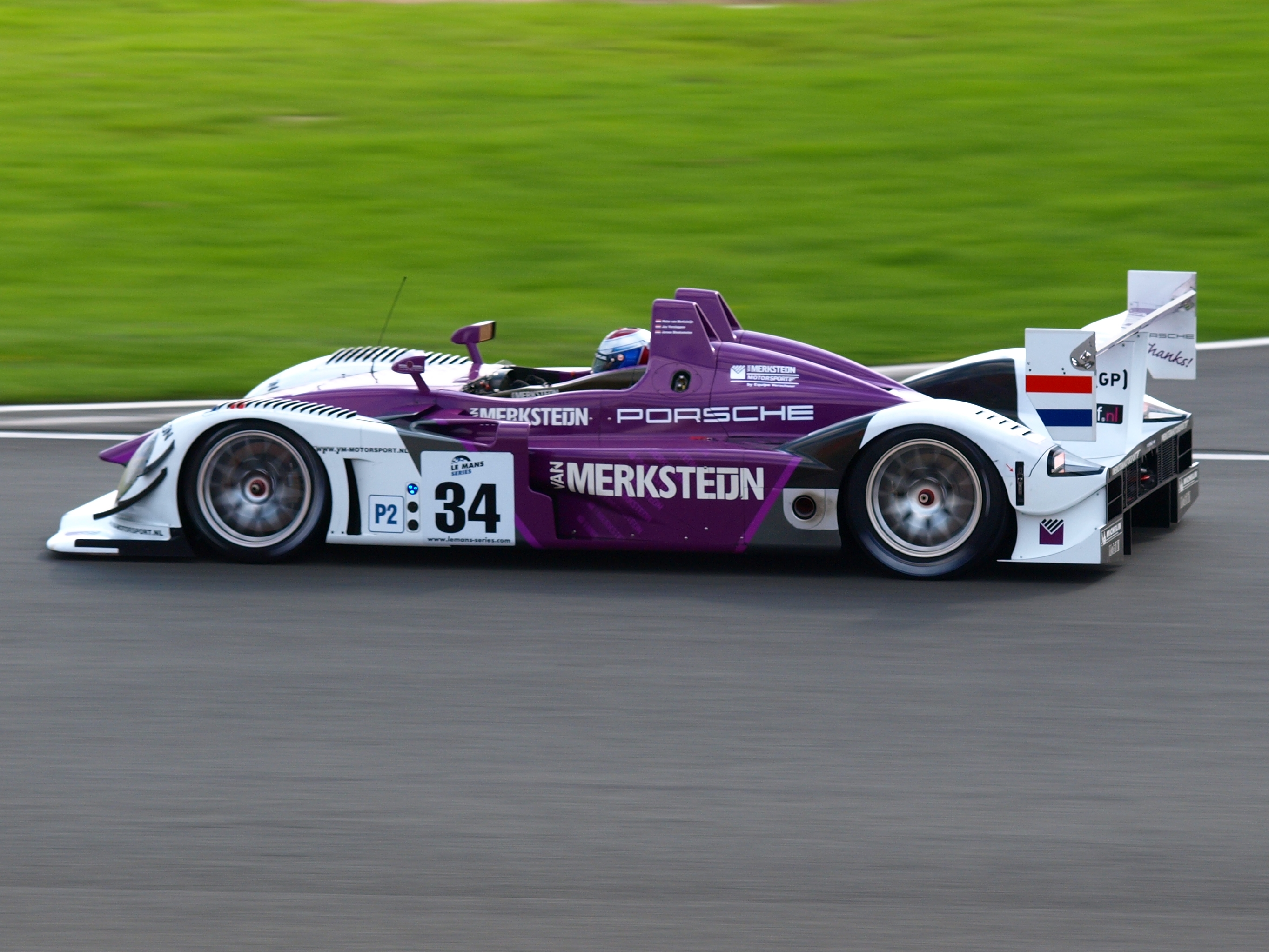
ポルシェ・RSスパイダーを駆るフェルスタッペン（2008年シルバーストン1000km）

2005年に始まったA1グランプリへオランダチームとして参戦。南アフリカGPではオランダチーム初となる勝利を挙げ、自身にとって実に12年ぶりの表彰台に立った。2005-2006シーズンの成績は1位1回、2位1回・チーム総合7位。2006-2007シーズンも参戦予定であったが、開幕直前に金銭的な問題が絡み破談している。
2007年はスパイカーF1からの復帰が報じられたが、契約には至らなかった。
2008年はオランダのVan Merksteijn Motorsportチームよりル・マン・シリーズ（LMS）に参戦。ポルシェ・RSスパイダーをドライブし、5戦中4勝を記録してLMP2クラスの年間チャンピオンを獲得した。また初参戦のル・マン24時間レースでもLMP2クラス優勝（総合10位）と充実の一年となった。
2009年はアストンマーティンのワークスチームでル・マン24時間レースに参戦。LMP1クラスのB09/60をドライブして総合11位。以後は息子・マックスのマネジメント業がメインとなり、ドライバー活動は事実上引退状態となった。

### ラリー参戦
2022年にはシトロエン・C3 Rally2をドライブしてベルギー国内選手権でラリーデビューを果たした。最高成績は2位（2022年7月時点）。8月に開催された世界ラリー選手権（WRC）の地元イープル・ラリーへスポット参戦するが、デイ2でコースオフ、クラス28位でのフィニッシュとなった。12月にラリーに出場した後に、偏頭痛のような症状が続いた為しばらく競技を休止した。
2023年5月にアドリアン・フルモーの元相棒のルノー・ジャムールをナビとし、国内でラリー初優勝を飾った。全11ステージを終えてライバルと完全に同タイムだったが、オープニングテストのタイムを考慮しての勝利判定であった。
2025年2月、同年のヨーロッパラリー選手権（ERC）にシュコダ・ファビアRS ラリー2でフル参戦する意向を明らかにした。ERCでは同年より、50歳以上のドライバーを対象とした「マスターERC」カテゴリが設けられることが大きな要因。

### 息子マックスのサポート

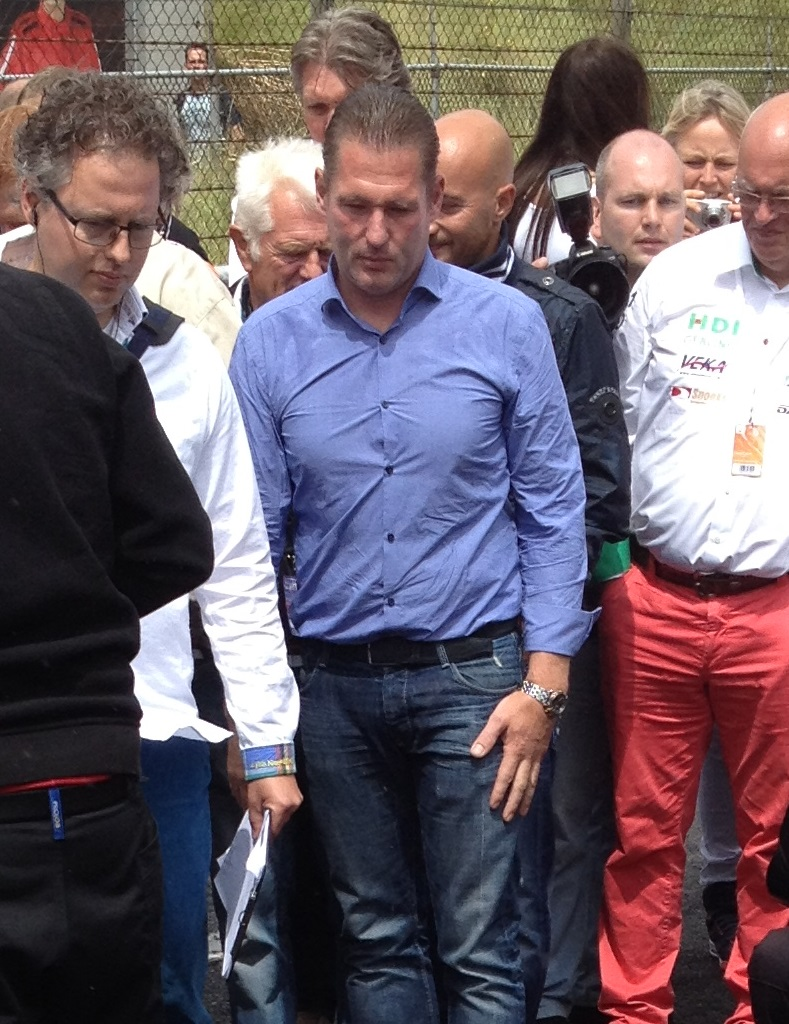
近年のヨス（中央・2014年）

近年は4歳からカートを始めた息子マックスのレースキャリアをサポートしている。2015年、マックスが17歳にしてかつてヨスが最後に所属したミナルディの後身に当たるトロ・ロッソから最年少F1デビューを果たすと、グランプリに帯同して息子にアドバイスを授ける姿がよく見られた。2016年には息子のことに専念するため、43歳にして現役引退することを決めた。マックスは同年のスペインGPで最年少F1優勝を飾り、「父さんは僕が非常に若い頃から凄いサポートをしてくれた。今日の勝利はそのおかげだ」と感謝を述べた。しかし他方で、ヨスの父フランスは、問題の多いヨスがマックスのキャリアに悪影響をもたらすことを懸念しており、2017年にはチームが保護すべきだと主張したが、マックスは懸念された問題もなく順調にキャリアを重ね、ヨスの願いが成就するように2021年シーズンにはF1ワールドチャンピオンに輝き、親子で寄り添う姿を見せた。

## 人物
1993年のF3時代に友人が何気なく立ち上げたヨスのファンクラブは、2001年時点でF1界最大規模を誇った。会員の9割がオランダ人でその数12,000人、ウェブサイトの1日のアクセス数は4万件に達したという。年に4回、「オランダの悪魔」というファン雑誌も発行していた。スパ・フランコルシャンでは多いときは年に2回、ファンミーティングを盛大に行っていた。
ヨスの現役時代のマネージャーは、同じくオランダ出身で元F1ドライバーのヒューブ・ロテンガッターだった。
1996年、フェルスタッペンはベルギー人の元レーシングカートチャンピオンであるソフィー・クンペンと結婚した。ソフィーの従兄弟アンソニー・クンペンはNASCARユーロ・シリーズのドライバーであり、叔父のポール・クンペンもモトクロスやGT耐久レース、およびラリー競技に参戦したレーサーだった。フェルスタッペンとクンペンの間には、マックス（1997年生）とヴィクトリア（1999年生）の2人の子供が生まれ、のちに両者ともレーシングドライバーとなった。このほか二人目の妻Kelly van der Waalとの間に、Blue Jayeと名付けられた女の子が2014年に生まれた。現在は三人目の妻Sandy Sijtsmaとの間に男の子のJason Jaxxを2019年に授かり4人の子供の親となった。

## 暴行事件
1998年にカート場で男性が頭蓋骨骨折を負った事件で、父親とともに暴行の罪で有罪判決を受けたが、被害者男性と示談を成立させていたため、両者には5年の執行猶予付きの懲役刑が宣告された。
2008年12月、夫妻が事実上の別居状態にある中、当時の妻クンペンを暴行したとして起訴され、ベルギーのトンゲレンの裁判所に出頭した。フェルスタッペンは暴行罪については無実としたが、クンペンに対してテキストメッセージ上で脅迫したことに加え、以前に発令されていた接近禁止命令に違反したとして有罪となり、罰金を科された上に、3ヶ月の執行猶予付き懲役刑を言い渡された。
2011年11月29日、元交際相手ケリーを暴行していたことが報道されたが、ただ議論を行っていただけだと弁明した。 2012年1月、ルールモントでケリーを故意に車で轢いたとして殺人未遂容疑で逮捕されたが、2週間後に告発が取り下げられたために釈放された。二人は何とかよりを戻して2014年に再婚し、同年9月には2人の間に娘が生まれたが、2017年6月20日に離婚した。
2016年7月には、実父であるフランスが息子から暴行を加えられたとして、警察に訴え出たことが報道された。フランスは体の数カ所に打撲や傷を負っていたが、最終的に事件は「ヨスと私の間の個人的問題」であるとして告発を取り下げた。
2017年4月にはルールモントのナイトクラブでの乱闘に関与して負傷し、警察に拘留された。

## レース戦績

### 略歴
| 年      | シリーズ                                       | チーム                                             | レース            | 勝利              | PP                | FL                | 表彰台            | ポイント          | 順位              |
| ------- | ---------------------------------------------- | -------------------------------------------------- | ----------------- | ----------------- | ----------------- | ----------------- | ----------------- | ----------------- | ----------------- |
| 1992    | フォーミュラ・オペル・ロータス・ベネルクス     | -                                                  | 9                 | 8                 | ?                 | ?                 | ?                 | 160               | 1位               |
| 1992    | フォーミュラ・オペル・ロータス・ユーロシリーズ | ファン・アメルスフォールト・レーシング（英語版）   | 7                 | 2                 | 2                 | 2                 | 2                 | 59                | 7位               |
| 1992    | EFDA・ネイションズ・カップ（英語版）           | チーム・ネザーランズ                               | 1                 | 1                 | ?                 | ?                 | 1                 | N/A               | 1位               |
| 1992    | フォーミュラ・オペル・ロータス・ネザーランズ   | -                                                  | 1                 | 0                 | 0                 | ?                 | 1                 | N/A               | NC                |
| 1993    | ドイツ・フォーミュラ3選手権（英語版）          | オペル・チーム・WTS                                | 20                | 8                 | 6                 | 9                 | 14                | 269               | 1位               |
| 1993    | フォーミュラ・パシフィック                     | -                                                  | 10                | 3                 | ?                 | ?                 | 6                 | 185               | 4位               |
| 1993    | マスターズ・オブ・フォーミュラ3                | オペル・チーム・WTS                                | 1                 | 1                 | 1                 | 0                 | 1                 | N/A               | 1位               |
| 1994    | フォーミュラ1                                  | マイルドセブン・ベネトン・フォード                 | 10                | 0                 | 0                 | 0                 | 2                 | 10                | 10位              |
| 1994    | フォーミュラ1                                  | マイルドセブン・ベネトン・フォード                 | テストドライバー  |                   |                   |                   |                   |                   |                   |
| 1995    | フォーミュラ1                                  | MTV・シムテック・フォード                          | 4                 | 0                 | 0                 | 0                 | 0                 | 0                 | NC                |
| 1995    | フォーミュラ1                                  | マイルドセブン・ベネトン・ルノー                   | テストドライバー  | テストドライバー  | テストドライバー  | テストドライバー  | テストドライバー  | テストドライバー  | テストドライバー  |
| 1996    | フォーミュラ1                                  | フットワーク・ハート                               | 16                | 0                 | 0                 | 0                 | 0                 | 1                 | 16位              |
| 1997    | フォーミュラ1                                  | PIAA・ティレル・フォード                           | 17                | 0                 | 0                 | 0                 | 0                 | 0                 | NC                |
| 1998    | フォーミュラ1                                  | HSBC・スチュワート・フォード                       | 9                 | 0                 | 0                 | 0                 | 0                 | 0                 | NC                |
| 1999    | フォーミュラ1                                  | ホンダ                                             | テストドライバー† | テストドライバー† | テストドライバー† | テストドライバー† | テストドライバー† | テストドライバー† | テストドライバー† |
| 2000    | フォーミュラ1                                  | アロウズF1チーム                                   | 17                | 0                 | 0                 | 0                 | 0                 | 5                 | 12位              |
| 2001    | フォーミュラ1                                  | オレンジ・アロウズ・アジアテック                   | 17                | 0                 | 0                 | 0                 | 0                 | 1                 | 18位              |
| 2003    | フォーミュラ1                                  | ヨーロピアン（英語版）・ミナルディ・コスワース     | 17                | 0                 | 0                 | 0                 | 0                 | 1                 | 18位              |
| 2003    | フォーミュラ1                                  | トラスト（英語版）・ミナルディ・コスワース         | 17                | 0                 | 0                 | 0                 | 0                 | 1                 | 18位              |
| 2005-06 | A1グランプリ                                   | A1・チーム・ネザーランズ（英語版）                 | 22                | 1                 | 0                 | 2                 | 2                 | 69                | 7位               |
| 2008    | ル・マン・シリーズ - LMP2                      | ファン・メルクステイン・モータースポーツ（英語版） | 5                 | 4                 | 4                 | 1                 | 5                 | 48                | 1位               |
| 2008    | ル・マン24時間レース - LMP2                    | ファン・メルクステイン・モータースポーツ（英語版） | 1                 | 1                 | 0                 | 0                 | 1                 | N/A               | 1位               |
| 2009    | ル・マン24時間レース - LMP1                    | アストンマーティン・レーシング                     | 1                 | 0                 | 0                 | 0                 | 0                 | N/A               | 11位              |

- † : 頓挫したホンダF1プロジェクトのメンバーとしてテストドライバーを務めていた。

### ドイツ・フォーミュラ3
| 年     | エントラント        | エンジン | 1       | 2         | 3       | 4       | 5       | 6     | 7     | 8       | 9     | 10      | 11      | 12        | 13      | 14      | 15      | 16      | 17    | 18      | 19      | 20       | DC  | ポイント |
| ------ | ------------------- | -------- | ------- | --------- | ------- | ------- | ------- | ----- | ----- | ------- | ----- | ------- | ------- | --------- | ------- | ------- | ------- | ------- | ----- | ------- | ------- | -------- | --- | -------- |
| 1993年 | オペル・チーム・WTS | オペル   | ZOL 1 3 | ZOL 2 Ret | HOC 1 5 | HOC 2 4 | NÜR 1 2 | NÜR 2 | WUN 1 | WUN 2 1 | NOR 1 | NOR 2 1 | DIE 1 2 | DIE 2 Ret | NÜR 1 2 | NÜR 2 1 | SIN 1 2 | SIN 2 1 | AVU 1 | AVU 2 1 | HOC 1 7 | HOC 2 11 | 1位 | 269      |

- 太字はポールポジション、斜字はファステストラップ。(key)

### フォーミュラ1
| 年     | エントラント | シャシー | エンジン           | 1       | 2       | 3       | 4       | 5       | 6       | 7       | 8       | 9       | 10      | 11      | 12      | 13      | 14      | 15      | 16      | 17     | WDC  | ポイント |
| ------ | ------------ | -------- | ------------------ | ------- | ------- | ------- | ------- | ------- | ------- | ------- | ------- | ------- | ------- | ------- | ------- | ------- | ------- | ------- | ------- | ------ | ---- | -------- |
| 1994年 | ベネトン     | B194     | フォード V8        | BRA Ret | PAC Ret | SMR     | MON     | ESP     | CAN     | FRA Ret | GBR 8   | GER Ret | HUN 3   | BEL 3   | ITA Ret | POR 5   | EUR Ret | JPN     | AUS     |        | 10位 | 10       |
| 1995年 | シムテック   | S951     | フォード V8        | BRA Ret | ARG Ret | SMR Ret | ESP 12  | MON DNS | CAN     | FRA     | GBR     | GER     | HUN     | BEL     | ITA     | POR     | EUR     | PAC     | JPN     | AUS    | NC   | 0        |
| 1996年 | フットワーク | FA17     | ハート V8          | AUS Ret | BRA Ret | ARG 6   | EUR Ret | SMR Ret | MON Ret | ESP Ret | CAN Ret | FRA Ret | GBR 10  | GER Ret | HUN Ret | BEL Ret | ITA 8   | POR Ret | JPN 11  |        | 16位 | 1        |
| 1997年 | ティレル     | 025      | フォード V8        | AUS Ret | BRA 15  | ARG Ret | SMR 10  | MON 8   | ESP 11  | CAN Ret | FRA Ret | GBR Ret | GER 10  | HUN Ret | BEL Ret | ITA Ret | AUT 12  | LUX Ret | JPN 13  | EUR 16 | NC   | 0        |
| 1998年 | スチュワート | SF02     | フォード V10       | AUS     | BRA     | ARG     | SMR     | ESP     | MON     | CAN     | FRA 12  | GBR Ret | AUT Ret | GER Ret | HUN 13  | BEL Ret | ITA Ret | LUX 13  | JPN Ret |        | NC   | 0        |
| 2000年 | アロウズ     | A21      | スーパーテック V10 | AUS Ret | BRA 7   | SMR 14  | GBR Ret | ESP Ret | EUR Ret | MON Ret | CAN 5   | FRA Ret | AUT Ret | GER Ret | HUN 13  | BEL 15  | ITA 4   | USA Ret | JPN Ret | MAL 10 | 12位 | 5        |
| 2001年 | アロウズ     | A22      | アジアテック V10   | AUS 10  | MAL 17  | BRA Ret | SMR Ret | ESP 12  | AUT 6   | MON 8   | CAN 10† | EUR Ret | FRA 13  | GBR 10  | GER 9   | HUN 12  | BEL 10  | ITA Ret | USA Ret | JPN 15 | 18位 | 1        |
| 2003年 | ミナルディ   | PS03     | コスワース V10     | AUS 11  | MAL 13  | BRA Ret | SMR Ret | ESP 12  | AUT Ret | MON Ret | CAN 9   | EUR 14  | FRA 16  | GBR 15  | GER Ret | HUN 12  | ITA Ret | USA 10  | JPN 15  |        | 22位 | 0        |

- 太字はポールポジション、斜字はファステストラップ。(key)
- † : リタイアだが、90%以上の距離を走行したため規定により完走扱い。

### A1グランプリ
| 年        | チーム   | 1           | 2         | 3           | 4         | 5         | 6           | 7         | 8         | 9         | 10         | 11         | 12        | 13         | 14        | 15        | 16        | 17        | 18        | 19         | 20          | 21          | 22         | DC  | ポイント |
| --------- | -------- | ----------- | --------- | ----------- | --------- | --------- | ----------- | --------- | --------- | --------- | ---------- | ---------- | --------- | ---------- | --------- | --------- | --------- | --------- | --------- | ---------- | ----------- | ----------- | ---------- | --- | -------- |
| 2005-06年 | オランダ | GBR FEA Ret | GBR SPR 7 | GER FEA Ret | GER SPR 7 | POR FEA 4 | POR SPR Ret | AUS FEA 7 | AUS SPR 4 | MYS FEA 5 | MYS SPR 16 | UAE FEA 11 | UAE SPR 9 | RSA FEA 16 | RSA SPR 1 | IDN FEA 7 | IDN SPR 6 | MEX FEA 4 | MEX SPR 2 | USA FEA 14 | USA SPR Ret | CHN FEA Ret | CHN SPR 17 | 7位 | 69       |

- 太字はポールポジション、斜字はファステストラップ。(key)

### ル・マン24時間レース
| 年     | チーム                                   | コ・ドライバー                                                 | 車両                              | クラス | 周回数 | 総合 順位 | クラス 順位 |
| ------ | ---------------------------------------- | -------------------------------------------------------------- | --------------------------------- | ------ | ------ | --------- | ----------- |
| 2008年 | ファン・メルクステイン・モータースポーツ | ペーター・ファン・メルクステインSr. ジェロエン・ブリークモレン | ポルシェ・RS Spyder Evo           | LMP2   | 354    | 10位      | 1位         |
| 2009年 | アストンマーティン・レーシング           | アンソニー・デビッドソン ダレン・ターナー                      | ローラ-アストンマーティン・B09/60 | LMP1   | 342    | 13位      | 11位        |

## 備考
- ジェンソン・バトン、キミ・ライコネン、フェルナンド・アロンソがフェルスタッペン親子両方と対戦しているが、この全員がワールドチャンピオン経験者である。